# Urban Oman
Urban Oman (Lubiana, 2 dicembre 1998) è un cestista sloveno.